# Cetopsidium
Cetopsidium — рід риб з підродини Cetopsinae родини Cetopsidae ряду сомоподібних. Має 7 видів.

## Опис
Загальна довжина представників цього роду коливається від 3 до 6 см. Статевий диморфізм виражається у розмірах променів плавців, які у самців довші. Голова помірно широка. Очі розташовані з боків, у верхній частині голови. Широта становить 40-60 % довжини голови. Є 3 пари вусиків, з яких 1 пара на верхній щелепі, 2 пари — в кутах рота. Тулуб подовжений, поступово звужується у хвостовій частині. Бокова лінія тягнеться до основи анального плавця, проте закінчується біля хвоста. Черево дещо опукле. Спинний плавець має окостенілий шип. Грудні плавці мають колючки. Анальний плавець помірно довгий. Хвостовий плавець розділений, його кінчики закруглені або затуплені.

## Спосіб життя
Біологія погано вивчена. Воліють прісну воду. Є демерсальними рибами. Активні переважно вночі. Більшість веде паразитичний спосіб життя, не гребують падлом.

## Розповсюдження
Мешкають в басейні річок Амазонка, Оріноко і Ояпок.

## Види
- Cetopsidium ferreirai
- Cetopsidium minutum
- Cetopsidium morenoi
- Cetopsidium orientale
- Cetopsidium pemon
- Cetopsidium roae
- Cetopsidium soniae